# グロリア・スワンソン
グロリア・スワンソン  （Gloria Swanson, 1899年3月27日 - 1983年4月4日）は、アメリカ合衆国の女優である。サイレント時代に活躍した。

## 生涯
イリノイ州シカゴにて、スウェーデン系の父親 (Joseph Theodore Swanson) とポーランド系の母親 (Adeline Klanowsky Woodruff) の間に生まれる。出生名はGloria Mae (or May) Josephine Swanson (or Svensson)。プエルトリコ、シカゴ、キー・ウエストなどで育つ。学校を終えた後はデパートで販売員として働くようになる。
特にショービジネスに興味はなかったが、1914年からエキストラとして映画に出演するようになる。1916年にロサンゼルスに移り、マック・セネットのコメディなどに出演。1919年にパラマウント映画と契約。セシル・B・デミルに見いだされる。身長約150センチと小柄ながら、豪華なセット、衣装を用いたゴージャスな作品で、人気を博す。
週に100万ドル稼ぎ、100万ドル使うスターと呼ばれた。1916年に俳優のウォーレス・ビアリーと結婚するが3年後に離婚。2度目の夫、実業家ソンボーン(Herbert K. Somborn)との間に娘グロリア(Gloria)を出産。出産後もスターとしての人気は衰えず、初めての子持ちのスターでもあった。3度目の夫は、『在りし日のナポレオン』撮影中、フランスで通訳を務めたクードレイエ侯爵アンリ・ド・ラ・ファレーズ(Henry de La Falaise)。貴族と結婚した初めてのハリウッド女優だった（貴族と結婚したポーラ・ネグリと張り合ったと言われる）。
この結婚と同時期に、ケネディ大統領の父親であるジョセフ・P・ケネディと不倫の関係にあったことを、50年後に出版した自伝で初めて明かした。関係は3年続き、カトリックであるため離婚のできない彼のため、身を引いたという。
4度目にはマイケル・ファーマーという男性と結婚し、2人目の娘ミシェル(Michele)をもうけるが3年で離婚。5番目の夫ジョージ・ウィリアム・デイヴィとは45日間しか共に生活しなかったという。最後の夫となったウィリアム・ダフティ(William Dufty)は作家・脚本家で、彼女の死まで共に暮らした。
1950年のビリー・ワイルダー監督作品『サンセット大通り』において、サイレント時代に活躍し忘れ去られた女優という、彼女自身を投影した役でカムバックした。この作品でゴールデングローブ賞 主演女優賞 (ドラマ部門)を受賞、アカデミー主演女優賞にもノミネートされた。
その後は主にテレビを中心に活動を続けた。遺作は本人（をモデルとした同姓同名の女優）役で出演した映画『エアポート'75』（1974年）。1983年に心臓病により死去。
1970年代後半にニューヨークで活動していた写真家・土井弘介は彼女とプライベートで交流のあった日本人であった。当時、夫の影響でオーガニックフードにはまっていたスワンソンから5番街の自宅で玄米のおにぎりをふるまってもらった、とてもフレンドリーでオープンな人であったと述べている。

## 主な出演作品
| 公開年 | 邦題 原題                                | 役名                           | 備考 |
| ------ | ---------------------------------------- | ------------------------------ | --- |
| 1915   | チャップリンの役者 His New Job           |                                | 短編、クレジットなし（速記者役）                                                                                   |
| 1919   | 夫を変へる勿れ Don't Change Your Husband | レイラ・ポーター               | |
| 1919   | 連理の枝 For Better, for Worse           | シルヴィア・ノークロス         | |
| 1919   | 男性と女性 Male and Female               | レディ・メアリー・ラセンビー   | |
| 1920   | 何故妻を換へる? Why Change Your Wife?    | ベス・ゴードン                 | |
| 1920   | 人間苦 Something to Think About          | ルース・アンダーソン           | |
| 1921   | 大事な時 The Great Moment                | ナダ／ナディーン               | |
| 1921   | アナトール The Affairs of Anatol         | ヴィヴィアン・スペンサー       | |
| 1921   | 銃口に立つ女 Under the Lash              | デボラ                         | |
| 1921   | 言はぬが花 Don't Tell Everything         | マリアン                       | |
| 1922   | 夫の商標 Her Husband's Trademark         | ロイス・ミラー                 | |
| 1922   | 黄金の籠 Her Gilded Cage                 | スザンヌ                       | |
| 1922   | 巨巖の彼方 Beyond the Rocks              | テオドラ・フィッツジェラルド   | ルドルフ・ヴァレンティノとの唯一の共演作。失われたとされていたが、2004年にオランダで上映用ポジフィルムが発見された |
| 1922   | 白絹の女 The Impossible Mrs. Bellew      | ベティ                         | |
| 1922   | 大陸に鳴る女 My American Wife            | ナタリー・チェスター           | |
| 1923   | 放埓娘 Prodigal Daughters                | スィフティ・フォーブス         | |
| 1923   | 幸福の扉 Bluebeard's Eighth Wife         | モナ                           | |
| 1923   | 舞姫ザザ Zaza                            | ザザ                           | |
| 1924   | 蜂雀 The Humming Bird                    | トワネット                     | |
| 1924   | 焔の女 A Society Scandal                 | マージョリー・コーベット       | |
| 1924   | 嬲られ者 Manhandled                      | テッシー                       | |
| 1924   | ありし日のナポレオン Madame Sans-Gêne    | カトリーヌ                     | |
| 1925   | 女心 The Coast of Folly                  | ナディーン                     | |
| 1925   | 当り狂言 Stage Struck                    | ジェニー                       | |
| 1926   | 女王蜂 The Untamed Lady                  | セントクレア・ヴァン・タッセル | |
| 1926   | 野薔薇 Five Manners                      | オーキッド・マーフィー         | |
| 1927   | 五つの魂を持つ女 The Love of Sunya       | サンヤ・アシュリング           | |
| 1928   | 港の女 Sadie Thompson                    | サディ・トンプソン             | |
| 1929   | クィーン・ケリー Queen Kelly             | キティ・ケリー                 | |
| 1929   | トレスパッサー The Trespasser            | マリオン・ドネル               | |
| 1930   | 陽気な後家さん What a Widow!             | タマリンド・ブルック           | |
| 1931   | 恋愛即興詩 Indiscreet                    | ジェラルディン・トレント       | |
| 1931   | 今宵ひととき Tonight or Never            | ネラ・ヴァゴ                   | |
| 1933   | 完全な諒解 Perfect Understanding         | ジュディ・ロジャース           | |
| 1934   | 空飛ぶ音楽 Music in the Air              | フリーダ                       | |
| 1950   | サンセット大通り Sunset Boulevard        | ノーマ・デズモンド             | ゴールデングローブ賞 受賞                                                                                          |
| 1956   | わが息子暴君ネロ Mio figlio Nerone       | アグリッピナ                   | |
| 1960   | 喜劇の王様たち When Comedy Was King      | -                              | ドキュメンタリー                                                                                                   |
| 1974   | 恐怖の殺人蜜蜂 Killer Bees               | Madame Maria von Bohlen        | テレビ映画 |
| 1974   | エアポート'75 Airport 1975               | グロリア・スワンソン           | |

## 受賞歴

### アカデミー賞
ノミネート
1929年 アカデミー主演女優賞:『港の女』
1930年 アカデミー主演女優賞:『トレスパッサー』
1951年 アカデミー主演女優賞:『サンセット大通り』

### ゴールデングローブ賞
受賞
1951年 主演女優賞 (ドラマ部門):『サンセット大通り』

## 日本での伝記関連
- サイレント・コメディ全史（新野敏也著、1992年、喜劇映画研究会 ISBN 978-4906409013）
- グロリア・スワンソン自伝（吉野美恵子訳、双葉十三郎監修、1994年、文藝春秋 ISBN 978-4163493503）
- 〈喜劇映画〉を発明した男　帝王マック・セネット、自らを語る（マック・セネット著、石野たき子訳／新野敏也監訳、2014年、作品社 ISBN 4861824729）